# 町屋町 (横浜市)
町屋町（まちやちょう）は、神奈川県横浜市金沢区の地名。「丁目」の設定のない単独町名である。住居表示実施済み区域。

## 地理
金沢区の中央部に位置し、東に海の公園、南東に平潟町、南西に洲崎町、西に泥亀、北に寺前と接している。

### 地価
住宅地の地価は、2025年（令和7年）1月1日の公示地価によれば、町屋町34-5の地点で21万4000円/m²となっている。

## 歴史

### 沿革
- 1939年（昭和14年）7月1日 - 町界町名地番整理事業に伴い、金沢町屋町の全域と金沢寺前町の一部を分離し、町屋町を新設。横浜市磯子区町屋町となる[7]。
- 1948年（昭和23年）5月15日 - 行政区の再編に伴い、磯子区の一部から金沢区を新設し、横浜市金沢区町屋町となる[8]。
- 1966年（昭和41年）3月31日 - 泥亀町の一部を町屋町に編入[9]。
- 1975年（昭和50年）7月28日 - 町屋町で住居表示を実施（金沢区東部第一次区）[10]し、町屋町の一部を平潟町へ編入する[9]。
- 1976年（昭和51年）7月26日 - 住居表示の実施（金沢区東部第二次地区）に伴い、町屋町の一部を寺前一丁目、寺前二丁目へ編入。洲崎町、泥亀町、寺前町の各一部を町屋町に編入する[11]。

## 世帯数と人口
2025年（令和7年）6月30日現在（横浜市発表）の世帯数と人口は以下の通りである。
| 町丁   | 世帯数    | 人口    |
| ------ | --------- | ------- |
| 町屋町 | 1,381世帯 | 2,405人 |

### 人口の変遷
国勢調査による人口の推移。
| 年                 | 人口  |
| ------------------ | ----- |
| 1995年（平成7年）  | 3,010 |
| 2000年（平成12年） | 2,937 |
| 2005年（平成17年） | 2,853 |
| 2010年（平成22年） | 2,569 |
| 2015年（平成27年） | 2,511 |
| 2020年（令和2年）  | 2,505 |

### 世帯数の変遷
国勢調査による世帯数の推移。
| 年                 | 世帯数 |
| ------------------ | ------ |
| 1995年（平成7年）  | 1,202  |
| 2000年（平成12年） | 1,289  |
| 2005年（平成17年） | 1,373  |
| 2010年（平成22年） | 1,277  |
| 2015年（平成27年） | 1,306  |
| 2020年（令和2年）  | 1,311  |

## 学区
市立小・中学校に通う場合、学区は以下の通りとなる（2024年11月時点）。
| 番・番地等                                       | 小学校             | 中学校             |
| ------------------------------------------------ | ------------------ | ------------------ |
| 1番1号〜32番1号 32番3〜5号 32番12〜42号 33〜35番 | 横浜市立金沢小学校 | 横浜市立金沢中学校 |
| 32番2号 32番6〜11号 32番43号〜最終号             | 横浜市立文庫小学校 | 横浜市立金沢中学校 |

## 事業所
2021年（令和3年）現在の経済センサス調査による事業所数と従業員数は以下の通りである。
| 町丁   | 事業所数 | 従業員数 |
| ------ | -------- | -------- |
| 町屋町 | 77事業所 | 451人    |

### 事業者数の変遷
経済センサスによる事業所数の推移。
| 年                 | 事業者数 |
| ------------------ | -------- |
| 2016年（平成28年） | 77       |
| 2021年（令和3年）  | 77       |

### 従業員数の変遷
経済センサスによる従業員数の推移。
| 年                 | 従業員数 |
| ------------------ | -------- |
| 2016年（平成28年） | 440      |
| 2021年（令和3年）  | 451      |

## 施設
- 横浜市立金沢小学校
- 安立寺 (横浜市)
- 金沢大道幼稚園[21]

## その他

### 日本郵便
- 郵便番号 : 236-0022[3]（集配局：横浜金沢郵便局[22]）

### 警察
町内の警察の管轄区域は以下の通りである<。
| 番・番地等 | 警察署     | 交番・駐在所 |
| ---------- | ---------- | ------------ |
| 全域       | 金沢警察署 | 洲崎交番     |